# 右手系

左手系座標系（左図）と右手系座標系（右図）。親指をx軸、人差し指をy軸、中指をz軸としている。

右手系（みぎてけい、英: right-handed system）または正系（せいけい、positive-oriented system）は、線型代数学における座標系で、右手の法則（right-hand rule）に従うものを指し、左手系と区別される。
右手系・左手系という性質は、直交座標系とは限らない座標系に対しても考えられる。より抽象的には、順序付けられた基底に対して定義される。また、3次元に限らず、2次元以上の任意の次元のユークリッド空間に対しても定義される。

## 定義
n ≥ 2 とする。n 次元ユークリッド空間 Rn において、j 番目の座標が 1 でその他が 0 であるベクトルを、ej と表すこととする。<e1, …, en> は、Rn の標準的な基底である。任意に2通りの基底 A := <a1, …, an> と B := <b1, …, bn> を取ったとき、その間の変換行列は正則行列となる。その行列式が正であるときに A と B は同値であるとして同値関係を定義すると、基底全体の集合はちょうど2つの同値類に類別される。標準的な基底と同値である基底は右手系であるといい、同値でない基底は左手系であるという。

## 性質
- 標準的な基底は右手系である。
- <a1, …, an> が右手系であるとき、その中の2つのベクトルの順序を入れ替えたもの、例えば <a2, a1, a3, …, an> は左手系になる。より一般に、n 次対称群の元 σ に対し、<aσ(1), …, aσ(n)> が右手系であることと、σ の符号が +1 であることは同値である。
- 基底 A = <a1, …, an> に対し、n 次正方行列 (a1, …, an) の行列式が正ならば A は右手系であり、負ならば左手系である。

## 一般のベクトル空間
V を R 上の n 次元ベクトル空間とする。Rn の場合と同様に、V の基底全体の集合も、2つの同値類に類別される。そのどちらの元を右手系と呼び、どちらの元を左手系と呼ぶべきかは自然には定まらない。同型写像 φ Rn → V をひとつ定めたならば、<φ(e1), …, φ(en)> と同値である基底を右手系と呼ぶことはできる。